# Catedral de San Antonio de Padua (Cuauhtémoc)
La Catedral de Cuauhtémoc-Madera, oficialmente Catedral de San Antonio de Padua es un templo católico elevado al rango de catedral, siendo la sede de la Diócesis de Cuauhtémoc-Madera. Se ubica en la ciudad de Cuauhtémoc, en el estado de Chihuahua.

## Breve historia
Su construcción comenzó el 13 de junio de 1955, cuando se coloco su primera piedra. Durante su construcción la parroquia sufrió un incendio el 19 de marzo de 1961, sufriendo varios daños. Finalizo la construcción completamente en 1982, siendo una parroquia dedicada a San Antonio de Padua.
A finales de 1995 la parroquia fue consagrada como catedral por el obispo Juan Guillermo López Soto, siendo sede de la reciente Diócesis de Cuauhtémoc-Madera y reemplazando a la actual Concatedral de Madera.